# Докшицький район
Докши́цький райо́н (біл. Докшыцкі раён) — адміністративна одиниця Білорусі, Вітебська область.
Докшицький район був утворений 15 січня 1940 р. Межує з Поставським, Глибоцьким, Ушацьким, Лепельским районами Вітебської області, Мядельським, Логойським і Борисовським районами Мінської області.
Центр району — місто Докшиці, розташоване біля витоків Березини, за 195 кілометрів від Вітебська і за 132 кілометри від Мінська.

## Історія

### Докшицький край у 1939—1941 роках

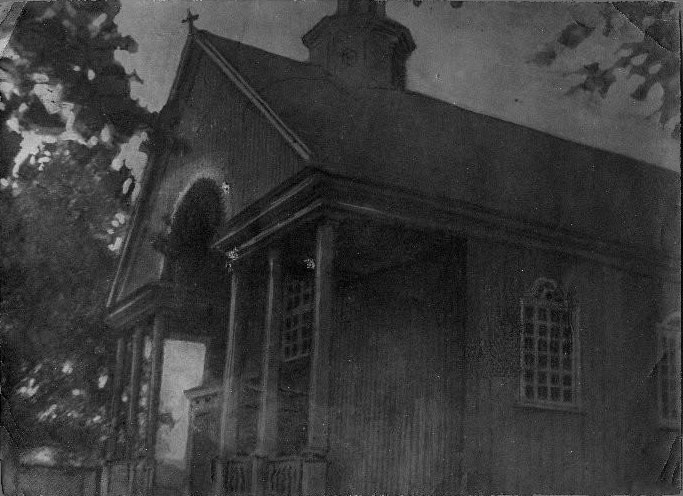
Колишній Костел Св. Трійці (до 1914) в Докшицях

Після входження Західної Білорусі до складу БРСР у грудні 1939 року — січні 1940 року на приєднаній території було введено новий адміністративно-територіальний поділ. Як наслідок 15 січня 1940 року на карті поруч з Бегомльським районом Мінської області з'явився Докшицький район Вілейської області. Адміністративним центром стало місто Докшиці.
| Білорусь | Це незавершена стаття з географії Білорусі. Ви можете допомогти проєкту, виправивши або дописавши її. |